# 7857 Lagerros
7857 Lagerros eller 1978 QC3 är en asteroid i huvudbältet som upptäcktes den 22 augusti 1978 av den svenske astronomen Claes-Ingvar Lagerkvist vid La Silla-observatoriet i Chile. Den är uppkallad efter den svenske astronomen Johan S. V. Lagerros.
Asteroiden har en diameter på ungefär 11 kilometer.